# Aléxandros Kumunduros
Aléxandros Kumunduros (en grec: Αλέξανδρος Κουμουνδούρος) 1817 - 26 de febrer de 1883 va néixer a Avias Kampos situat a la part de Messènia de la península de Mani. Era el fill de Spiridon-Galanis Koumoundoùros que era el Bei de la zona durant l'últim període de l'administració de la regió per l'Imperi Otomà.
La seva personalitat política era famosa pel seu treball cap al progrés nacional, el seu patriotisme i desinterès, tot i haver estat en el càrrec de Primer Ministre durant un període molt inestable de la història grega.

## Joventut
Després de la Guerra d'Independència grega, es va traslladar a Nauplia on va estudiar a l'escola, després a Atenes per estudiar dret.
El 1841, va participar en la revolució a Creta tot i creure que era una causa perduda: les condicions no eren les adequades per a aquesta empresa en aquell moment.

## Carrera política
La llarga carrera de Kumunduros "abasta moltes facetes de la vida política, incloent el servei al parlament, d'autoria de la legislació, la promoció d'un règim democràtic, el restabliment de l'exèrcit, la distribució de les explotacions nacionals als agricultors sense terra, i l'aprovació de les obres més importants (com l'Istme de Corint).
Durant els seus 50 anys de en política, període de compromís polític que va intentar mantenir-se neutral, i evitar la confrontació tant amb els tres grans potències i amb els poders més petits de l'època. En aquest període, va ocupar diversos càrrecs ministerials divuit vegades, va ser dues vegades president del parlament grec i deu vegades Primer Ministre de Grècia. Tot i sovint pateixen condicions hostils, incloent-hi almenys tres intents d'assassinat, ell se les va arreglar per crear una base sòlida per a la democràcia a Grècia.

### Inicis de la seva carrera
Va ser nomenat com Ministeri Públic en el Tribunal de Calamata, però aviat va deixar aquell lloc per convertir-se en polític. La seva distinció política va sorgir per primera vegada el 1853, quan va ser elegit diputat de la província de Messènia (la província de Calamata). Dos anys més tard es va convertir en President del Parlament grec, i el ministre d'Economia l'any següent.
Es va mantenir al cap del mateix ministeri en diversos nous governs, tant el de 1857 com el de 1859. Després del derrocament del rei Otó I el 1862, va ser nomenat ministre de Justícia del govern provisional.
Les primeres eleccions per de govern, després de la caiguda del rei Otó van tenir lloc el 1863 i es va mantenir Kumunduros com a ministre de Justícia, però, el lideratge polític d'estabilitat extremadament pobres van empènyer a unes noves eleccions l'any següent.
Al govern de 1864, més estable, va traslladar a Kumunduros al Ministeri de Religió i Educació i més tard al Ministeri de l'Interior.

### Primer ministre
El 25 de març de 1865, es va convertir en Primer Ministre de Grècia, per primera vegada i va guanyar les eleccions de 1866, també. Quatre anys més tard, va mantenir la posició del ministre d'Afers Interns i de l'Exèrcit, a més de ser Primer Ministre. El 1875, Kumunduros va tenir èxit a unir tots els partits parlamentaris en contra de Trikoupis Charilaos. L'agost de 1875, es va convertir en el president del Parlament, un cop més i en les eleccions d'aquell mateix any va ser nomenat primer ministre Grec.
Les eleccions van tenir lloc tres vegades el 1876 i Kumunduros va obtenir la victòria en dos de les quals. També va guanyar les eleccions de 1878.
El moment de major èxit de Kumunduros es va produir el 1881 durant el seu últim (desè) mandat de primer ministre, després dels contactes diplomàtics amb Turquia, se les va arreglar per dur a terme l'annexió d'àrees com Tessàlia i Arta a la península grega.
Immediatament després d'aquest èxit va convocar noves eleccions perquè els representants de les regions recentment annexades poguessin entrar al Parlament. Malgrat aquesta concessió, el partit de l'oposició va guanyar les eleccions a President del Parlament. Com a resultat, Kumunduros va renunciar el 3 de març de 1882. Va morir uns mesos més tard el 26 de febrer de 1883, a casa de Ludwig Square (ara conegut com a Koumoundourou Square), a Atenes, i va ser enterrat en el primer cementiri d'Atenes.

## Vida Personal
Després del final de la fracassada revolució de Creta, es va casar amb Ekaterini Mavromichali amb qui tindría el seu primer fill i filla respectivament, Konstantinos i Maria. Ekaterini va morir jove i es va casar amb Kumunduros Efthimios Perotì amb qui tingue el seu segon fill, el 1858, Spiridon i el 1867 una filla, Olga.